# 克尼斯特巴赫河
51°53′6″N 8°20′23″E / 51.88500°N 8.33972°E

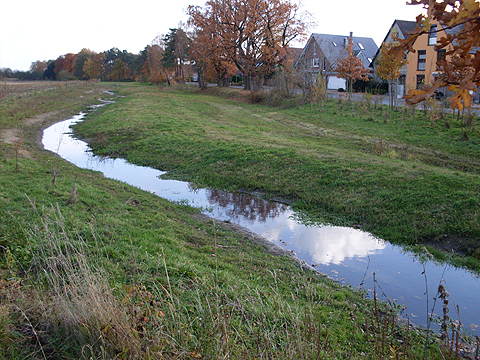

克尼斯特巴赫河（德語：Knisterbach），是德國的河流，位於該國西部，處於北萊茵-威斯特法倫州，屬於瓦珀爾巴赫河的右支流，河道全長13.5公里，發源自費爾，河口處在居特斯洛。